# Simona Stašová

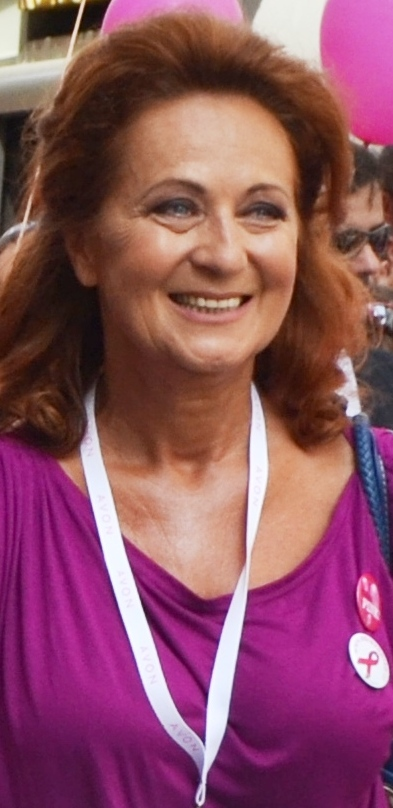
Simona Stašová (2013)

Simona Stašová (* 19. März 1955 in Prag) ist eine tschechische Schauspielerin.
Stašová ist die Tochter der bekannten tschechischen Schauspielerin Jiřina Bohdalová und des Seismologen Břetislav Staš. Nach Abschluss des Konservatoriums studierte sie bis 1978 an der Prager DAMU. Nach einem Jahr am Theater in Budweis verblieb sie mehrere Jahre am Prager Theater E. F. Burian. Seit 1991 ist sie Ensemblemitglied des Prager Stadttheaters, arbeitete aber auch an verschiedenen anderen Theatern der Stadt. Daneben trat sie immer wieder als Filmschauspielerin in Erscheinung, für Kuschelnester wurde sie für den Böhmischen Löwen nominiert.
Stašová war bislang drei Mal verheiratet, zunächst mit dem Schauspieler Pavel Trávníček, danach mit Eusebio Ciccotti und zuletzt mit Pavel Skřípal. Alle Ehen wurden geschieden.

## Filmografie (Auswahl)
- 1973: Kdo je kdo
- 1974: Královské řádění
- 1975: Die Kriminalfälle des Majors Zeman (30 případů majora Zemana)
- 1977: Die Frau hinter dem Ladentisch (Žena za pultem)
- 1978: Die Märchenbraut (Arabela)
- 1981: Das Krankenhaus am Rande der Stadt (Nemocnice na kraji města)
- 1981: Bulldoggen und Kirschen (Buldoci a třešně)
- 1983: Jako kníže Rohan
- 1983: Der fliegende Ferdinand (Létající Čestmír)
- 1984: Ein Haus mit tausend Gesichtern (My všichni školou povinní, Fernsehserie, 3 Folgen)
- 1987: Panoptikum der Altstadt Prag (Panoptikum mesta prazského, Fernsehserie, eine Folge)
- 1989: Blázni a děvčátka
- 1992: Přítelkyně z domu smutku
- 1998: Pik Sieben
- 1999: Kuschelnester (Pelíšky)
- 2000: Wir müssen zusammenhalten (Musíme si pomáhat)
- 2001: Frühling im Herbst (Babí léto)
- 2002: Místo nahoře
- 2005: Román pro ženy
- 2005: Die Jahreszeit des Glücks (Stestí)
- 2006: Místo v životě
- 2007: Dítě hvězdy
- 2011: Muži v naději
- 2012: Láska je láska
- 2013: Sebemilenec
- 2015: Život je život
- 2016: Die Geliebte des Teufels (Lída Baarová)